# Bernard Holden
Bernard Holden, dit Barney Holden, (né le 21 mars 1881 à Winnipeg, dans la province du Manitoba au Canada - mort le 27 octobre 1948 à Burnaby dans la province de la Colombie-Britannique au Canada) est un joueur professionnel canadien de hockey sur glace.

## Carrière en club
En 1904, il passe professionnel avec le Portage Lakes Hockey Club dans la LIH.

## Statistiques
| Saison     | Équipe                    | Ligue         |    | Saison régulière | Saison régulière | Saison régulière | Saison régulière | Saison régulière |   | Séries éliminatoires | Séries éliminatoires | Séries éliminatoires | Séries éliminatoires | Séries éliminatoires |
| Saison     | Équipe                    | Ligue         | PJ | B                | A                | Pts              | Pun              | PJ               | B | A                    | Pts                  | Pun                  |                      |                      |
| 1904-1905  | Portage Lakes Hockey Club | LIH           | 24 | 9                | 0                | 9                | 47               | -                | - | -                    | -                    | -                    |                      |                      |
| 1905-1906  | Portage Lakes Hockey Club | LIH           | 20 | 9                | 0                | 9                | 31               | -                | - | -                    | -                    | -                    |                      |                      |
| 1906-1907  | Portage Lakes Hockey Club | LIH           | 20 | 4                | 3                | 7                | 35               | -                | - | -                    | -                    | -                    |                      |                      |
| 1906-1907  | Strathconas de Winnipeg   | MPHL          | 1  | 1                | 0                | 1                | 0                | -                | - | -                    | -                    | -                    |                      |                      |
| 1907-1908  | Maple Leafs de Winnipeg   | MPHL          | 15 | 4                | 0                | 4                | 0                | -                | - | -                    | -                    | -                    |                      |                      |
| 1907-1908  | Maple Leafs de Winnipeg   | Coupe Stanley | -  | -                | -                | -                | -                | 2                | 0 | 0                    | 0                    | 2                    |                      |                      |
| 1908-1909  | Maple Leafs de Winnipeg   | MPHL          | 9  | 3                | 4                | 7                | 9                | 2                | 1 | 0                    | 1                    | 0                    |                      |                      |
| 1909-1010  | Shamrocks de Montréal     | ACH           | 3  | 1                | 0                | 1                | 0                | -                | - | -                    | -                    | -                    |                      |                      |
| 1910       | Shamrocks de Montréal     | ANH           | 12 | 5                | 0                | 5                | 23               | -                | - | -                    | -                    | -                    |                      |                      |
| 1910-1911  | Bulldogs de Québec        | ANH           | 16 | 4                | 0                | 4                | 40               | -                | - | -                    | -                    | -                    |                      |                      |
| 1911-1912  | Wholesalers de Saskatoon  | SKPHL         | 7  | 6                | 0                | 6                | 0                | -                | - | -                    | -                    | -                    |                      |                      |
| 1911-1912  | Wholesalers de Saskatoon  | Coupe Stanley | -  | -                | -                | -                | -                | 1                | 0 | 0                    | 0                    | 12                   |                      |                      |
| Totaux LIH | Totaux LIH                | Totaux LIH    | 64 | 22               | 3                | 25               | 113              | -                | - | -                    | -                    | -                    |                      |                      |
| Totaux ANH | Totaux ANH                | Totaux ANH    | 28 | 9                | 0                | 9                | 63               | -                | - | -                    | -                    | -                    |                      |                      |

## Trophées et distinctions

### LIH (1904-1907)
- 1904-1905 : nommé dans la 2e équipe d'étoiles.

- 1905-1906 : nommé dans la 2e équipe d'étoiles.

- 1906-1907 : nommé dans la 1re équipe d'étoiles.